# Jørgen Ingmann
Jørgen Ingmann-Pedersen, danski kitarist, * 26. april 1925, Kopenhagen, Danska, † 21. marec 2015, Holte.
V 40-ih in na začetku 50-ih let je sodeloval z enim najbolj znanih skandinavskih jazzovskih violinistov Svendom Asmussenom. Leta 1955, torej še v času, ko je nastopal z violinističnim orkestrom, je spoznal pevko Grethe Ingmann, s katero sta začela glasbeno sodelovati, leta 1956 pa sta se tudi poročila. Skupaj sta nastopala v duetu Grethe og Jørgen Ingmann. Leta 1963 sta s pesmijo Dansevise zastopala Dansko na Pesmi Evrovizije ter zmagala. 
Leta 1975 sta se z Grethe razvezala. Odtlej je deloval zlasti kot skladatelj.